# استان موروگورو

موقعیت استان موروگورو در نقشه کشور تانزانیا

موروگورو یکی از استانهای کشور تانزانیا می باشد . شهر مرکزی این استان نیز موروگورو نام دارد . 
این استان از سمت شمال با استان تانگا و از شرق با استان پوانی و استان لیندی و از جنوب با استان روووما و از غرب با استان ایرینگا و استان دودوما همسایه می باشد .
برپایه نتایج سرشماری عمومی نفوس و مسکن که در سال ۲۰۰۲ که توسط دولت تانزانیا انجام شد جمعیت این منطقه بالغ بر ۱٬۷۵۹٬۸۰۹ نفر اعلام شد . 
کمیسیونر منطقه‌ای این استان سرگرد بازنشسته سعید کالمبو می باشد . 

## شهرستانها

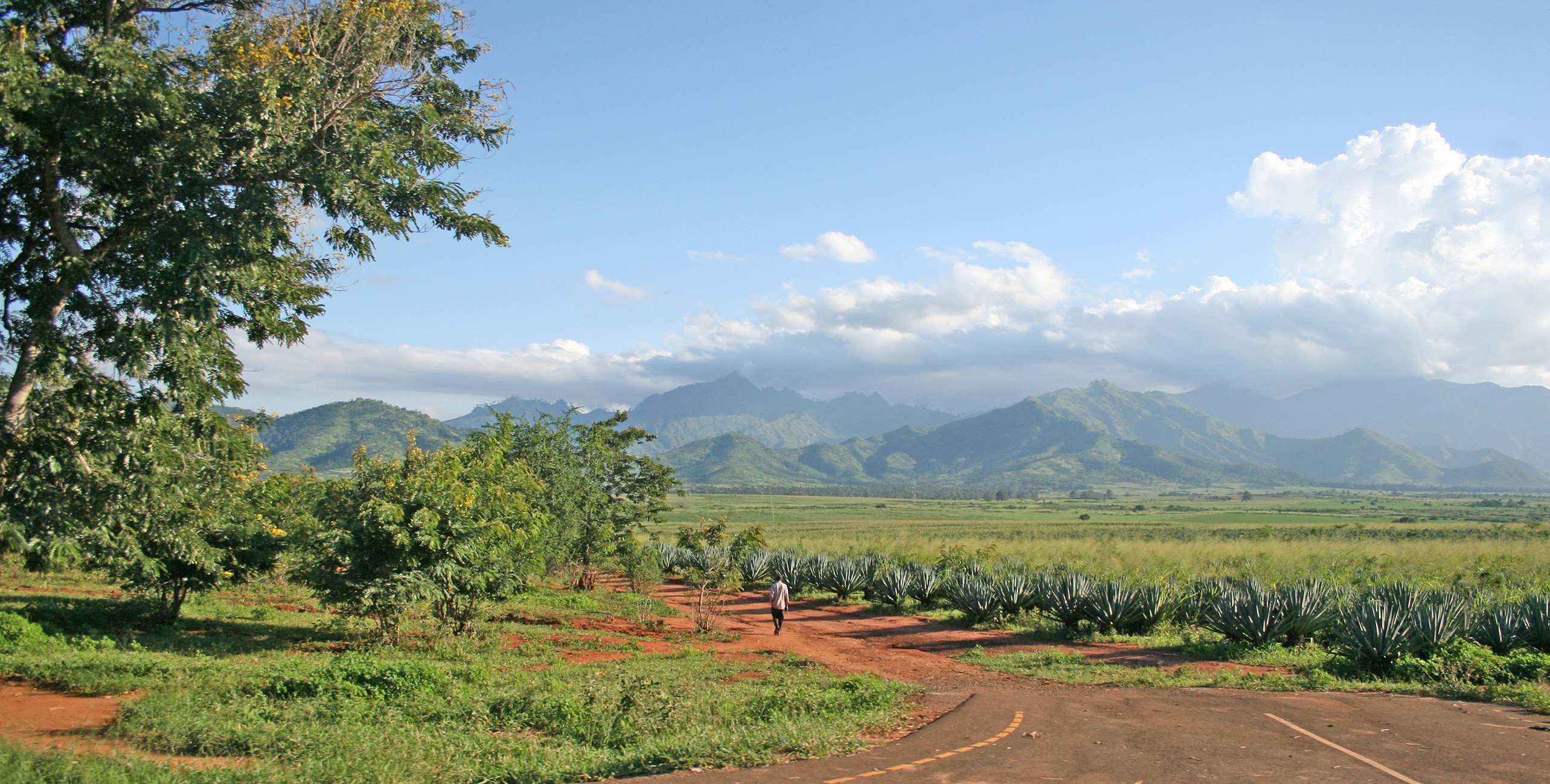
استان موروگورو دارای تعداد زیادی زمینهای زراعی و مزارع می باشد از قبیل :مزارع نیشکر ، پنبه و .... کوه آلوگورو نیز در این استان واقع شده است

این استان به لحاظ اداری ومدیریتی به شش شهرستان تقسیم شده است. شهرستانهای :
- شهرستان کیلومبرو
- شهرستان کیلوسا
- شهرستان موروگوروی روستایی
- شهرستان موروگوروی شهری
- شهرستان امومرو
- شهرستان اولانگا